# ای‌ان خرس بزرگ
ای‌ان خرس بزرگ یک ستاره است که در صورت فلکی خرس بزرگ قرار دارد.